# Nya vänstra Barga
Nya vänstra Barga är ett mongoliskt baner som lyder under Hulunbuirs stad på prefekturnivå i den autonoma regionen Inre Mongoliet i norra Kina. Det ligger omkring 980 kilometer nordost om regionhuvudstaden Hohhot. 